# Delicate Arch
Delicate Arch è un arco naturale di 18 metri di altezza situato nel parco nazionale degli Arches, in Moab, nello Utah.
È il punto più conosciuto nel Parco nazionale di Arches ed è raffigurato sulle targhe dello Utah, così come su un francobollo commemorativo del centenario dell'ammissione all'Unione nel 1979. La torcia olimpica per i Giochi olimpici invernali del 2002 è passata attraverso quest'arco.

## Storia
A causa della sua forma particolare, l'arco era conosciuto come the Chaps o the Schoolmarm's Bloomers dai cowboys locali. Il suo nome attuale è stato dato da Frank Beckwith, capo della spedizione scientifica del parco nazionale di Arches, che ha esplorato l'area nell'inverno tra il 1933-1934. Questo arco non ha avuto alcun ruolo nella designazione originale dell'area come monumento nazionale degli Stati Uniti nel 1929 e non fu incluso nei confini originali del parco; è stato aggiunto quando il parco fu ampliato nel 1938. Negli anni '50, l'NPS investigò sulla possibilità di applicare un rivestimento di plastica trasparente all'arco per proteggerlo da ulteriore erosione e dalle intemperie, ma l'idea è stata abbandonata, venendo ritenuta impraticabile e contraria ai principi del NPS.

## Geologia
Delicate Arch è formato da una tipologia roccia chiamata Entrada Sandstone. La struttura precedentemente era a forma di "pinna", ma parte dell'arenaria originale fu gradualmente consumata dall'erosione, lasciando solo l'odierno arco. Altri archi nel parco sono stati formati allo stesso modo ma, a causa del posizionamento e della forma meno geometrica, non sono così noti.

## Ecologia
Durante l'estate, i rondoni bianchi si annidano nella parte superiore dell'arco.